# Dubbeldekstrein

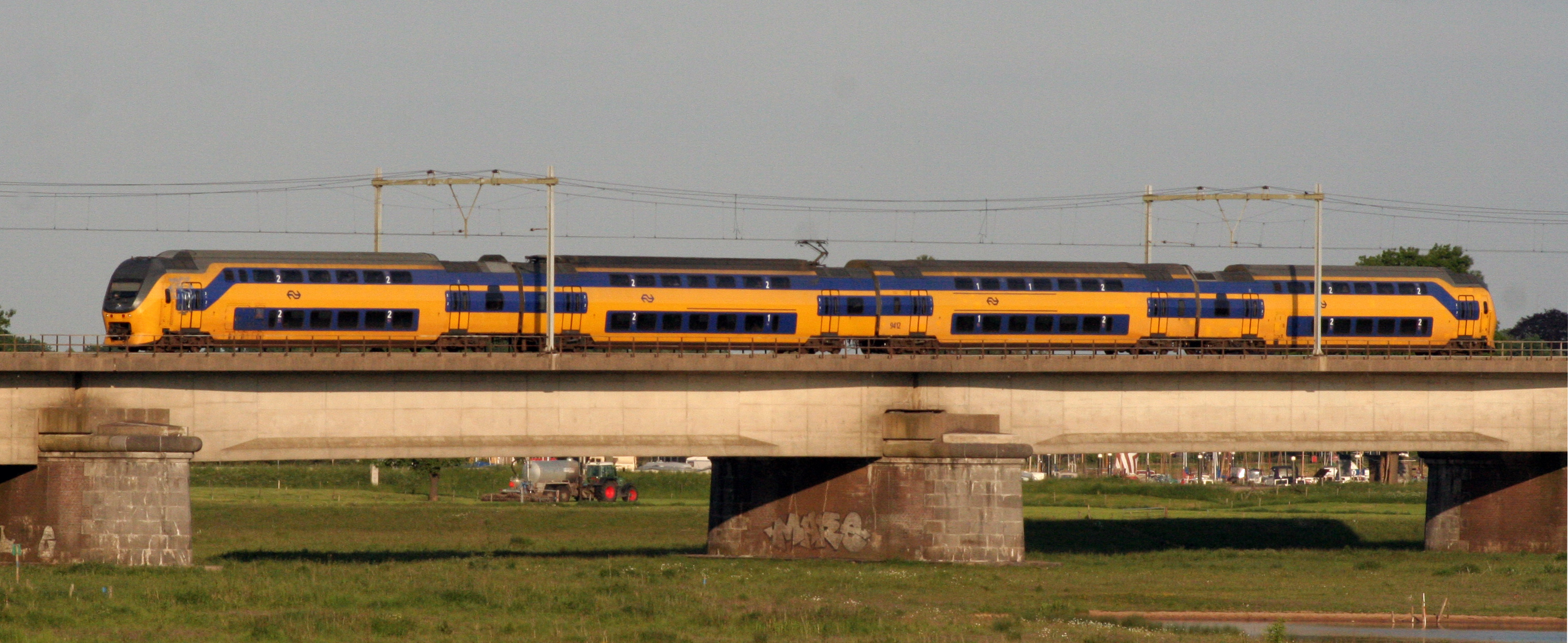
Een VIRM-IV, een dubbeldekstrein van NS

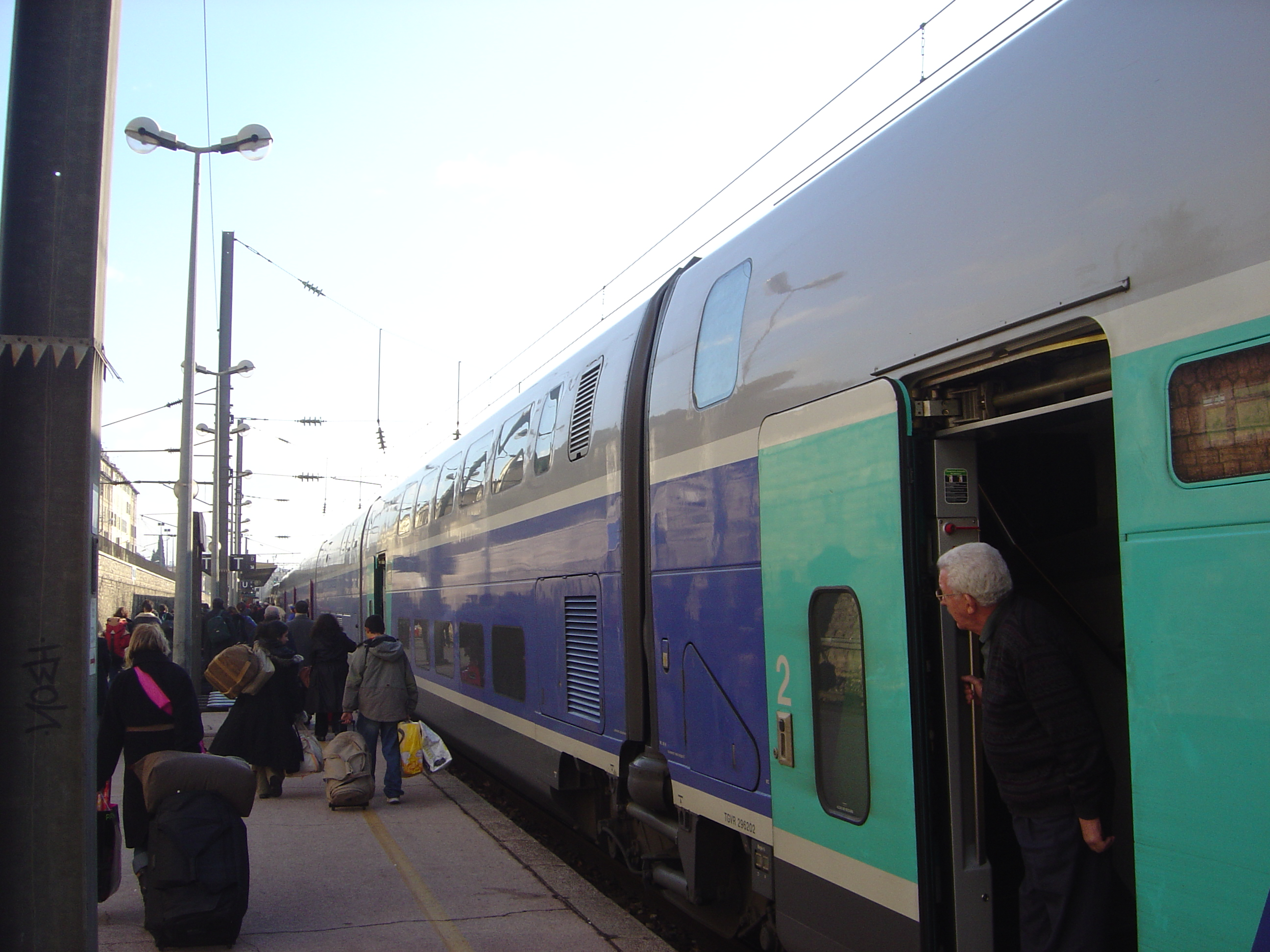
TGV Duplex, de hogesnelheidsdubbeldekker

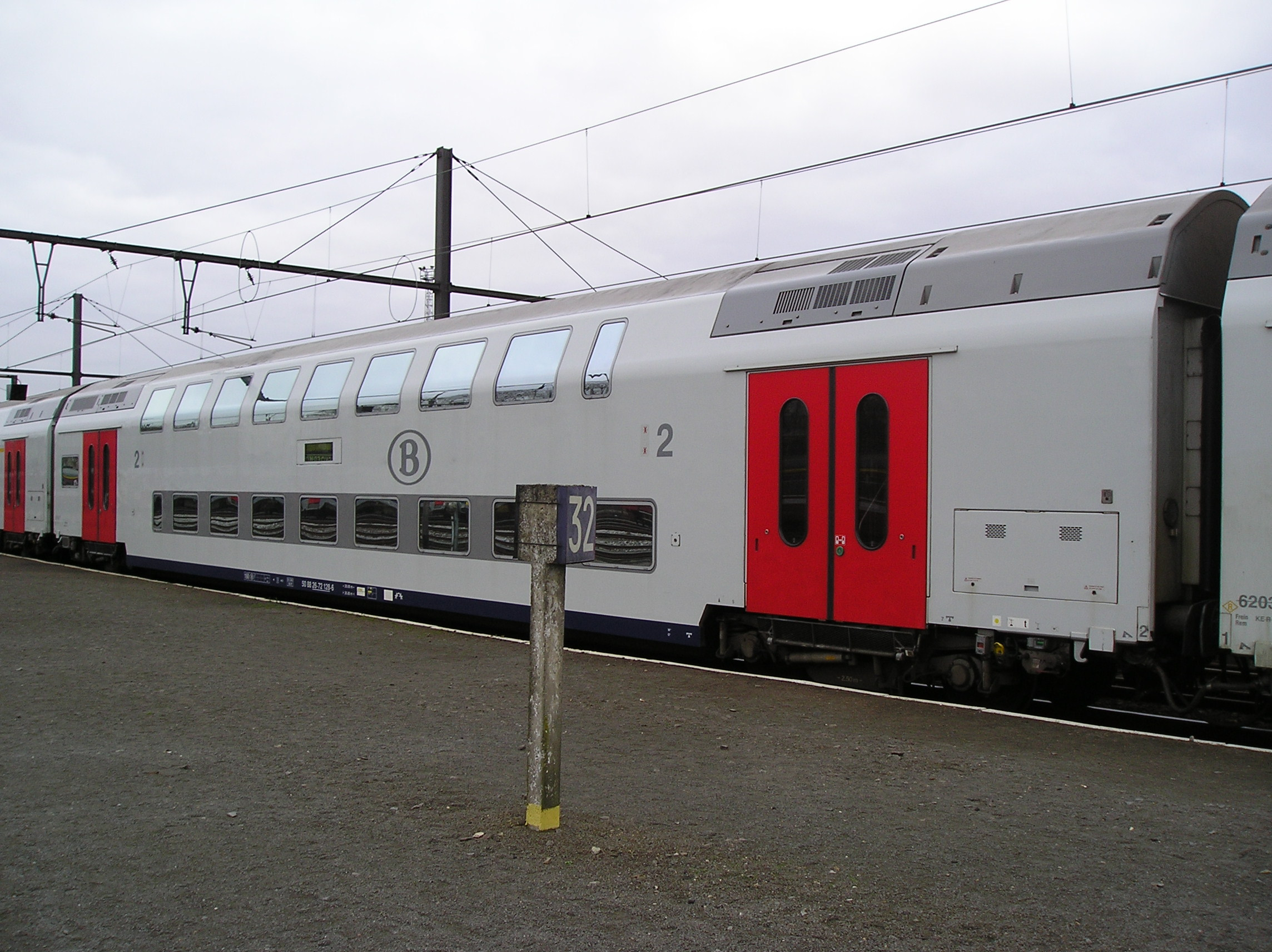
De vloer van het onderdek is lager dan bij een enkeldeksrijtuig en de plafonds zijn laag. Daardoor is een dubbeldekstrein niet veel hoger dan een enkeldeksrijtuig.

Een dubbeldekstrein is een trein met boven elkaar liggende reizigerscompartimenten. Meestal kan er ingestapt worden op een middendek bij de deuren: er zijn dan trappen naar het boven- en het onderdek. Verder zijn er ook treinen waar ingestapt wordt op het onderdek met vervolgens een trap naar het middendek en een volgende trap naar het bovendek.

## Geschiedenis

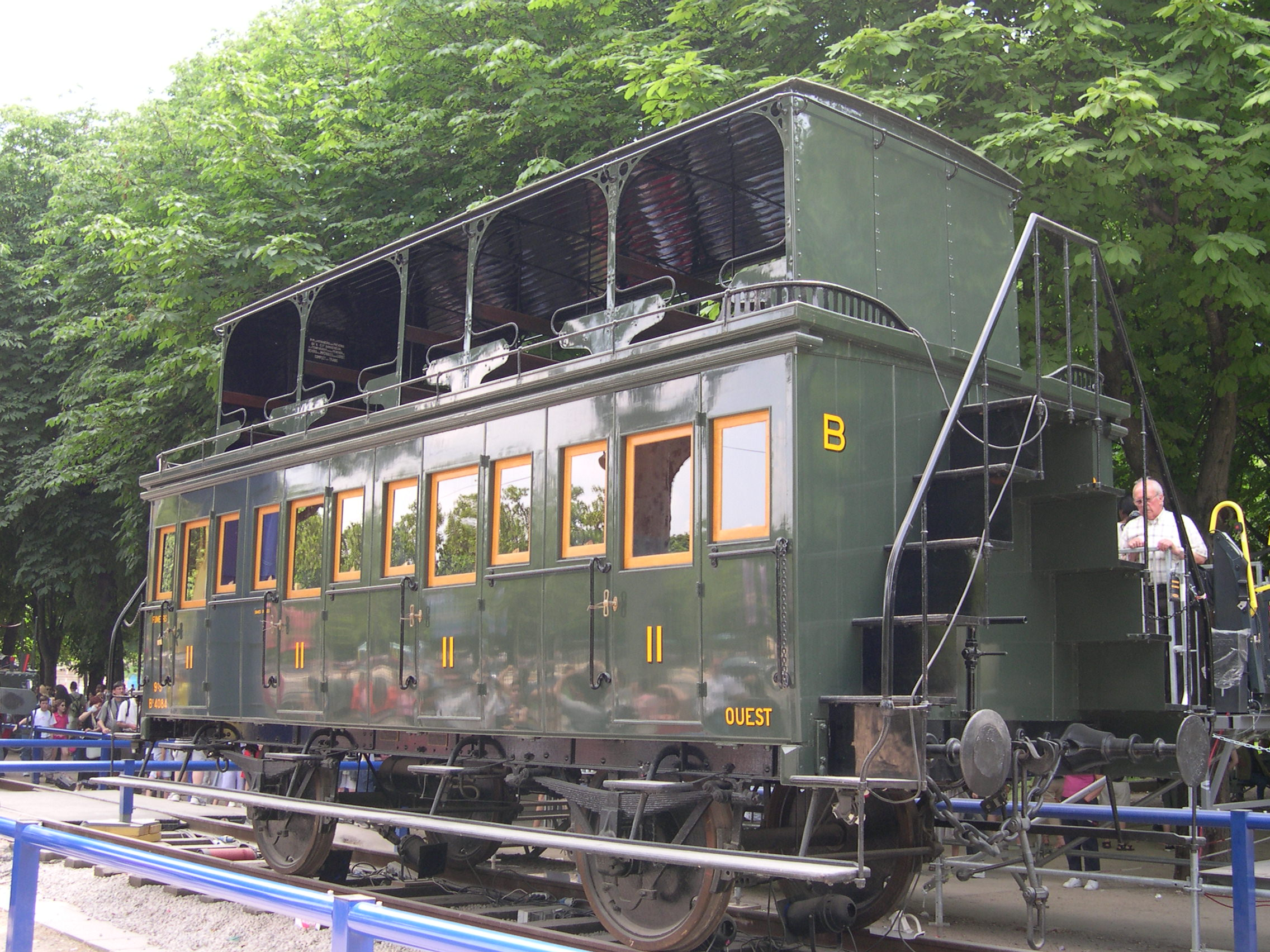
Voiture à imperiale

Dubbeldeksrijtuigen dateren al van minstens de tweede helft van de 19e eeuw. In Frankrijk waren er in 1870 honderden voitures à impériale met stoelen op het dak al meer dan 20 jaar in gebruik bij de Chemins de fer de l'Ouest, Chemins de fer de l'Est en Chemins de fer du Nord. Het bovendek was aan de zijkanten open met een licht dak of luifel die de stoelen bedekte. In de jaren 1860 introduceerde M.J.B. Vidard rijtuigen met twee verdiepingen op de Chemins de fer de l'Est, met een volledige carrosserie, ramen en deuren; hetzelfde ontwerp verlaagde de vloer van de onderste verdieping om het zwaartepunt laag te houden. Vidards rijtuigen hadden een totale hoogte van 4,17 m met een kophoogte in het onderste deel van het rijtuig van slechts 1,65 m. De rijtuigen hadden een capaciteit van 80 personen (derde klasse) in een 2-assig voertuig van 13 ton volledig geladen. De eerste volledig stalen Chemins de fer de l'État-dubbeldekkers zijn een vroeg voorbeeld van dubbeldekstreinen.
De Chicago, Burlington and Quincy Railroad plaatste dubbeldeks Gallery-wagons in forensendienst in de omgeving van Chicago in 1950. Deze waren succesvol en leidden ertoe dat de Atchison, Topeka and Santa Fe Railway in 1954 Hi-Level-wagons voor lange afstanden introduceerde op de Chicago-Los Angeles El Capitan-streamliner.
In 1968 kwamen de vier experimentele dubbeldekker-motorwagons in dienst in Sydney, Australië, waardoor de eerste volledig dubbeldekker Electric Multiple Unit-passagierstrein ter wereld mogelijk werd.

## Kenmerken
Het voordeel van een dubbeldekstrein is dat meer reizigers kunnen worden vervoerd, zonder dat daar extra perronlengte voor nodig is (of extra spoorcapaciteit, bijvoorbeeld langere passeersporen). Dubbeldekstreinen zijn hoger dan enkeldekstreinen. Bijna het hele omgrenzingsprofiel wordt benut. Soms wordt het zelfs overschreden, zoals het geval is met de Belgische M6-stellen, die hierdoor niet op alle lijnen worden toegelaten.
Een doorgaand onderdek is vrijwel nooit mogelijk omdat de draaistellen in de weg zitten. Talgo heeft een dubbeldekstrein zonder draaistellen ontwikkeld, waardoor een doorgaand onderdek wel mogelijk is. Een doorgaand bovendek komt wel vaker voor. Een bekend voorbeeld hiervan is het Zwitserse IC2000-materieel; ook wordt het aangetroffen in de TGV Duplex.
Dubbeldeksrijtuigen hebben veelal iets bredere deuren. Door de dubbeldeksopbouw kan de trein immers bijna tweemaal zoveel passagiers per meter treinlengte bevatten als enkeldekstreinen. Deze extra passagiers moeten door dezelfde deuren in- en uitstappen, wat meer tijd vergt. Door de bredere deuren is sneller in- en uitstappen mogelijk, wat minder oponthoud op de stations betekent.

## Geografisch

### Nederland
De eerste Nederlandse dubbeldekker was het DDM-1 (Dubbeldeksmaterieel) dat zijn intrede deed in 1985. Het betrof trek-duwmaterieel vooral ingezet is in stoptreindiensten. Begin jaren 90 kwam het gelijkende DD-AR (Dubbeldeks-Aggloregio) op de baan, dat in plaats van met een locomotief ook door een mDDM-motorrijtuig voortbewogen kan worden.
In 1994 werden de eerste treinstellen DD-IRM (Dubbeldeks Interregiomaterieel) in gebruik genomen. Dit zijn treinstellen die vooral intercity-diensten rijden. Vanaf 2000 werd een vervolgserie in gebruik genomen die langer was dan het bestaande DD-IRM. De bestaande DD-IRM treinen werden ook verlengd met één of twee nieuwe rijtuigen. In 2007 werd nog een nieuwe vervolgserie besteld. Het grootste deel van de stoptreindubbeldekkers werd verbouwd tot intercitymaterieel. 
In 2022 heeft de NS de Dubbeldekker Nieuwe Generatie aanbesteed, treinstellen van de familie CAF Civity Duo. 
Door de vele bestellingen tussen 1985 en 2010 wordt een groot gedeelte van de intercitytreinen met dubbeldekstreinen gereden.

### West-Europa
| serie                                        | type                         | land(en)             | spoorwegmaatschappij | fabrikant                    | opmerkingen                      |
| -------------------------------------------- | ---------------------------- | -------------------- | -------------------- | ---------------------------- | -------------------------------- |
| DDM-1                                        |                              | Nederland            | NS                   |                              |                                  |
| DD-AR                                        |                              | Nederland            | NS                   | Talbot                       | o.a. met mDDM                    |
| DDZ                                          |                              | Nederland            | NS                   | ombouw door NedTrain         | ombouw uit DD-AR, met mDDM       |
| VIRM (DD-IRM)                                |                              | Nederland            | NS                   | Talbot                       |                                  |
| M5                                           |                              | België               | NMBS                 |                              |                                  |
| M6                                           |                              | België               | NMBS                 | Bombardier / Alstom          |                                  |
| M7                                           |                              | België               | NMBS                 | Bombardier / Alstom          | [ 1 ]                            |
| DB-dubbeldekker                              | Dubbeldekkers bauart Görlitz | Duitsland            | DB                   | Bombardier                   |                                  |
| ET 445 ET 445.2                              | KISS werk Pankow             | Duitsland            | ODEG Westfalenbahn   | Stadler Rail                 |                                  |
| Rhein-Ruhr-Express (RRX)                     | Desiro High Capacity         | Duitsland            | National Express     | Siemens Rail Systems         |                                  |
| München-Nürnberg-Express                     |                              | Duitsland            | DB                   | Škoda Vagonka                | met Baureihe 102                 |
| DSB-dubbeldekkers                            | Dubbeldekkers bauart Görlitz | Denemarken           | DSB                  | Bombardier                   | voorheen eigendom van Railpool   |
| Z 5600 / Z 8800 / Z 20500 / Z 20900          | Z 2N                         | Frankrijk            | SNCF                 | Alstom                       | Uitsluitend inzet bij Transilien |
| TGV-2N / Réseau Duplex / 2N2                 | TGV Duplex                   | Frankrijk            | SNCF                 | Alstom                       |                                  |
| Régio2N                                      | OMNEO                        | Frankrijk            | SNCF                 | Bombardier                   |                                  |
| TER 2N Z 23500 / TER 2N NG Z 24500 / Z 26500 | Coradia Duplex               | Frankrijk            | SNCF                 | Alstom / Bombardier          |                                  |
| CFL 2200                                     | Coradia Duplex               | Luxemburg            | CFL                  | Bombardier                   |                                  |
| CFL-dubbeldekker                             | Dubbeldekkers bauart Görlitz | Luxemburg            | CFL                  | Bombardier                   |                                  |
| CFL 2300                                     | KISS werk Pankow             | Luxemburg, Duitsland | CFL                  | Stadler Rail                 | voor RE Luxemburg-Trier–Koblenz  |
| CityShuttle dubbeldekkers ("Wiesel")         |                              | Oostenrijk           | ÖBB                  | Siemens / SGP / ÖBB-TS       |                                  |
| MeA 4010                                     | KISS werk Altenrhein         | Oostenrijk           | Westbahn GmbH        | Stadler Rail                 |                                  |
| CityElephant                                 |                              | Tsjechië             | CD                   | Škoda Vagonka                |                                  |
| X40                                          | Coradia Duplex               | Zweden               | SJ                   | Alstom werk Salzgitter       |                                  |
| IC2000                                       |                              | Zwitserland          | SBB                  | SLM / Schindler Waggon / FFA |                                  |
| SBB RABDe 502                                | Twindexx Swiss Express       | Zwitserland          | SBB                  | Bombardier                   |                                  |
| RABe 514                                     | Desiro Double Deck           | Zwitserland          | SBB                  | Siemens Rail Systems         |                                  |
| RABe 511                                     | KISS werk Altenrhein         | Zwitserland          | SBB                  | Stadler Rail                 |                                  |
| RABe 515 MUTZ                                | KISS werk Altenrhein         | Zwitserland          | BLS                  | Stadler Rail                 |                                  |

### Buiten West-Europa

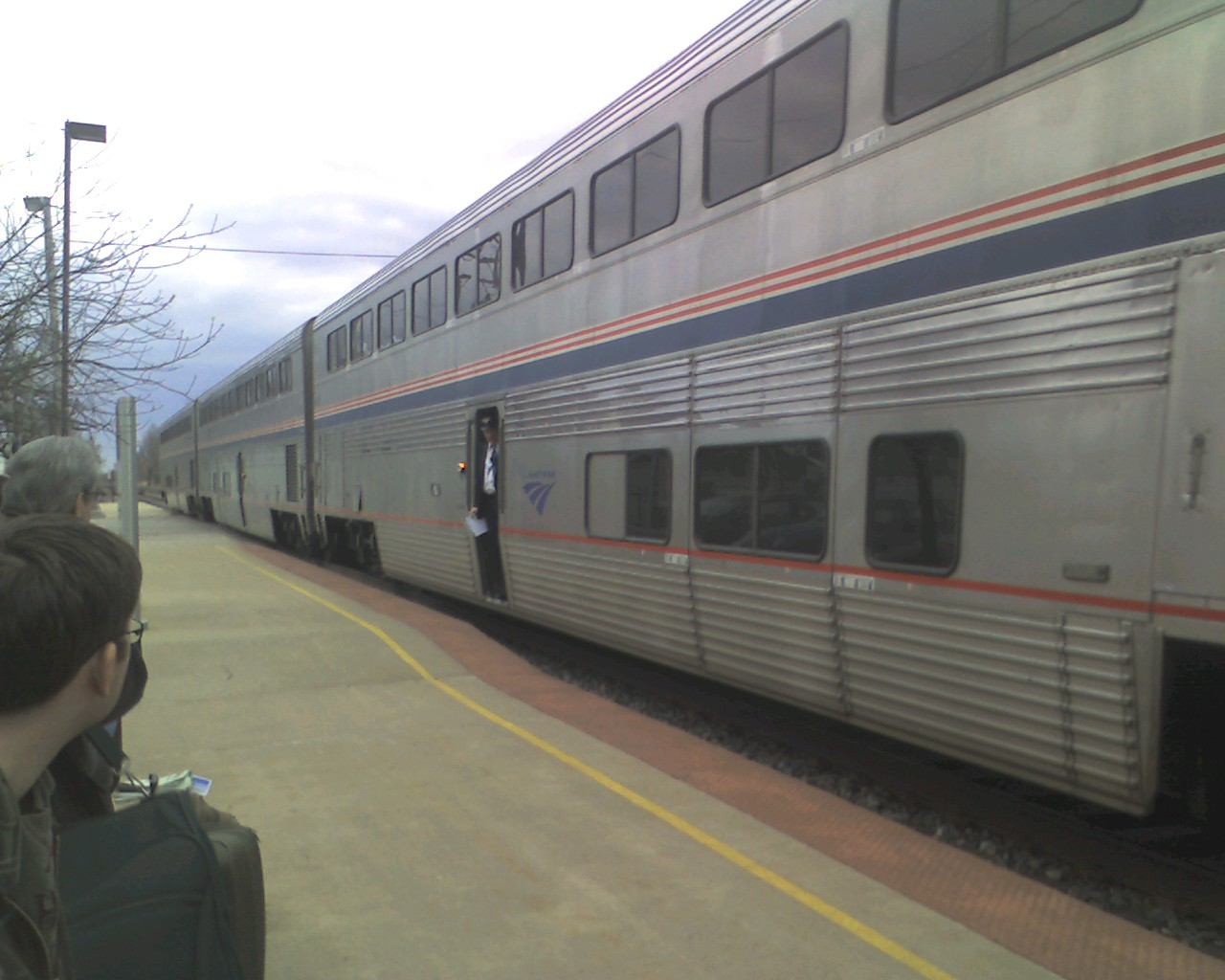
Amtrak Superliner

Hieronder een verre van volledige lijst met dubbeldekkers in andere delen van de wereld:
- Israël
  - Bombardier dubbeldekkers bauart Görlitz
- Japan
  - Sunrise Seto
- VS
  - Amtrak Superliner
  - Bombardier Multilevel Coaches
  - Bombardier Bilevel Coaches
- Rusland
  - Stadler Rail KISS voor Aeroexpress